# Облога Тарту (1704)
Облога Тарту — військова операція 1704 року під час Північної війни, в результаті якої місто Тарту перейшло від Шведського королівства до Московського царства.

## Облога Шереметєва
4 червня (за ст. ст.) 1704 московська піхота на чолі з генерал-фельдмаршалом Борисом Шереметєвим (1652—1719) прибула до Тарту. Наступного дня прибув флот і разом вони почали облогу міста. Комендант Тарту Карл Густав Шютте (1647—1717) віддав наказ спалити передмістя та намагався організувати оборону міста. Батальйони оборони Тарту, Пилтсамаа та Ніо, що складалися переважно з естонців, були розміщені на найбільш критичних позиціях між вототами Якова і воротами Сакса, які були захищені лише середньовічною міською стіною Тарту. 9 червня місто було повністю оточене.
Московські війська почали бомбардування міста 11 червня, безперервний обстріл розпочався 14 червня о 18-30. Руські ворота, які захищав батальйон Пилтсамаа, отримали сильні пошкодження. Для зміцнення слабкого місця перед брамою швидко збудували земляне укріплення, де поставили 6 гармат. Вогонь московської артилерії вівся по місту переважно з трьох напрямків: через річку Емайигі, з Техтвере та з Ризької гори. Від воріт Якова захисники передислокувалися на Техтвере, але вирватися з оточення московитів їм не вдалося. Внаслідок бомбардування постраждали жителі міста, костел Святої Марії та приміщення школи при ньому були зруйновані.

## Прибуття і штурм Петра I
Незважаючи на чисельну перевагу — близько 23 тис. московитів проти 4 тис. шведських солдатів — Шереметьєв не зміг взяти місто. 3 липня московський цар Петро I, який прибув з Нарви, вирішив спрямувати основний удар війська на ділянку, що межує з Емайигі навколо Віденських воріт. Внаслідок потужного бомбардування 7—13 липня міська стіна обвалилася в кількох місцях між воротами Віденськими та Якова.
Увечері 13 липня москалі почали штурм. Земляне укріплення, побудоване перед Руською брамою, було захоплене, а розташована там артилерія була спрямована в бік захисників міста. З усіх позицій були підтягнуті захисники, щоб зупинити прорив. Запеклі бої навколо воріт тривали до дев'ятої години ранку.
Щоб уникнути насильства москалів над жителями захопленого міста, Шютте вирішив капітулювати. Увечері 14 липня московські війська увійшли в місто.

## Наслідки
Через облогу московськими військами Тарту сильно постраждав: 50 із 200 будинків були повністю зруйновані, інші мали більші чи менші пошкодження.
Після падіння Тарту звільнені додаткові сили на чолі з Петром I і Б. Шереметьєвим пішли на допомогу тим, хто тримав облогу Нарви.
Головнокомандувачем підкореного Тарту був призначений псковський воєвода Кирило Наришкін, який обіймав цю посаду до 1710 року, коли його призначили першим комендантом Петербурга.
У 1708 році московський уряд вирішив знищити місто Тарту, оскільки за угодою Лівонія мала стати володінням Речі Посполитої. Стіни та більшість збережених будинків були підірвані, рухоме майно вивезено до Московії (зокрема черепиця церкви св. Яна в Тарту). Громадян Тарту також депортували до московської Вологди.
Близько 1708 року Кесу Ганс написав південноестонською мовою плач із 32 віршів про страждання, заподіяні московськими військами в Тарту під час Північної війни «Oh! ma waene Tardo Liin…». Довгий час залишався популярним персоніфікований монолог з цього твору. Його найдавніший запис датується 1714 роком, зроблений пастором Йоганном Генріхом Гротьяном у метричній книзі тартуської парафії Св. Яна. Монолог був надрукований у 1902 році.